# 林合隆
林合隆（リン ハーロン）は台湾のテレビドラマ監督。多数の作品の監督を務めている。

## 作品
- 2003年：イルカ湾の恋人
- 2005年：悪魔で候
- 2006年：極道學園
- 2006年：ホントの恋の*見つけかた
- 2007年：天使のラブクーポン
- 2007年：ろまんす五段活用
- 2007年：マイ・ラッキー・スター〜放羊的星星
- 2007年：君につづく道
- 2008年：ホット・ショット
- 2008年：私の億万LOVE
- 2008年：僕だけのプリンセス
- 2009年：Starlit〜君がくれた優しい光
- 2009年：僕のSweet Devil
- 2009年：紫玫瑰
- 2010年：スターな彼
- 2010年：愛∞無限
- 2011年：彩虹甜心
- 2012年：ラブ・アクチュアリー〜君と僕の恋レシピ〜
- 2014年：真愛配方
- 2014年：一男三女合租記
- 2015年：錦繡緣華麗冒險
- 2017年：我的繼父是偶像
- 2018年：流星花園

いずれも監督